# Syndrom Dravetové
Syndrom Dravetové (SD), dříve známý jako těžká myoklonická epilepsie v dětství (angl. severe myoclonic epilepsy of infancy - SMEI), je autozomálně dominantní genetická porucha, která způsobuje epilepsii s prodlouženými záchvaty. Jejich častým spouštěčem jsou vysoké teploty nebo horečky. Onemocnění je velmi obtížně léčitelné antikonvulzivními léky. Často začíná před 1. rokem věku.
Syndrom Dravetové je těžkou formou epilepsie. Z epileptických encefalopatií u dětí tvoří zhruba 10 % případů. Jde o vzácnou genetickou poruchu, která postihuje odhadem 1 z každých 20 000 – 40 000 narozených dětí.

## Příznaky a symptomy
Syndrom Dravetové je charakterizován prodlouženými febrilními i nefebrilními křečemi během prvního roku dítěte. Onemocnění progreduje do jiných typů záchvatů, jako jsou myoklonické a parciální záchvaty nebo ataxie. K poruchám chování často patří hyperaktivita a impulzivita, ve vzácnějších případech chování podobné autismu. Syndrom je také spojován s poruchami spánku včetně somnolence a nespavosti.
Syndrom se objevuje během prvního roku života, často začíná kolem šesti měsíců a projevuje se častými febrilními křečemi. Děti mívají opožděný vývoj řeči a motorických dovedností, jsou hyperaktivní, mají potíže se spánkem, chronickou infekci, potíže s růstem a rovnováhou.
Průběh onemocnění je nepříznivý. Dochází při něm k častým denním epileptickým záchvatům a provází ho pokles kognitivních funkcí až k těžké mentální retardaci s poruchami chování, autistickými rysy, agresivitou a potížím s rovnováhou.

## Diagnóza
Podle Nadace syndromu Dravetové diagnostická kritéria vyžadují, aby pacient vykazoval několik z následujících příznaků:
- Nástup záchvatů v prvním roce života u jinak zdravého kojence
- Počáteční záchvaty jsou obvykle dlouhé a jsou generalizované nebo jednostranné
- Přítomnost jiných typů záchvatů (např. myoklonické záchvaty)
- Záchvaty spojené s horečkou při nemoci nebo očkování
- Záchvaty způsobené vysokými teplotami
- Záchvaty v reakci na silné osvětlení nebo určité vizuální vzorce
- Zpočátku normální EEG, později EEG s výraznými generalizovanými vícečetnými hroty
- Normální počáteční vývoj následovaný pomalým vývojem během prvních let života
- Určitý stupeň hypotonie
- Problémy s rovnováhou
- Pronace kotníků a ploché nohy a/nebo rozvoj přikrčené chůze

## Léčba
Záchvaty u syndromu Dravetové může být obtížné zvládnout, ale mohou být zmírněny antikonvulzivními léky. Dokud nebude objevena lepší forma léčby, budou mít lidé s tímto onemocněním myoklonickou epilepsii do konce života.

## Název
Těžkou myoklonickou epilepsii v dětství v roce 1978 poprvé popsala profesorka dětské neurologie Charlotte Dravetová z Centre Saint Paul ve francouzském Marseille. Název nemoci byl v roce 1989 změněn na Syndrom Dravetové.